# Dan Harding
Pour les articles homonymes, voir Harding.
Daniel Andrew Harding (né à Gloucester le 23 décembre 1983) est un footballeur anglais. Il joue depuis 2009 au poste de défenseur central. 
Il compte 4 sélections en équipe d'Angleterre espoirs de football.

## Palmarès
Southampton
- Football League Trophy
  - Vainqueur : 2010
- Championnat d'Angleterre D2
  - Vice-champion 2012